# P-15 테르미트
P-15 테르미트(러시아어: П-15 "Термит")은 소련 라두가 설계국에서 개발한 대함미사일 체계이다. P-15는 체계 이름이며 미사일은 4K30/4K30T, 발사기는 4S30이다. 나토 코드는 SS-N-2 스틱스이며 중화인민공화국은 1958년에 설계를 입수하여 최소 4개의 파생형을 만들었다.
거대한 크기에도 불구하고, 수천기의 P-15가 생산되었고 소형정에서 구축함에 이르는 다양한 함선, 해안포대, 심지어는 폭격기(중국형)에 장착되었다.
스틱스 쇼크라고 불리는 아일라트호 격침 사건으로 매우 유명해졌다.

## 개발
소련 최초의 대함 미사일인 P-1(나토 코드: SS-N-1 스크러버)은 크고 무거운 체계로서, 4,000톤의 킨다급 순양함같은 대형 수상함에 장비되었다. P-15는 크고 값비싼 함선에 의존하기 보다 충분한 타격력을 가진 더 소형의 많은 함선에 장비하기 위해 개발되었다.
1965년 개선된 항전장비와 접을 수 있는 날개를 가진 40K40U 미사일과 소형 KT-67B/ER 발사관을 사용하는 P-15U가 개발되었다. P-15U는 1972년에 발전형인 P-15M로 대체되었다. 이후 4K51 미사일과 3Ts25 가르푼 레이다를 사용하는 P-15R이 개발되었다.

## 구조

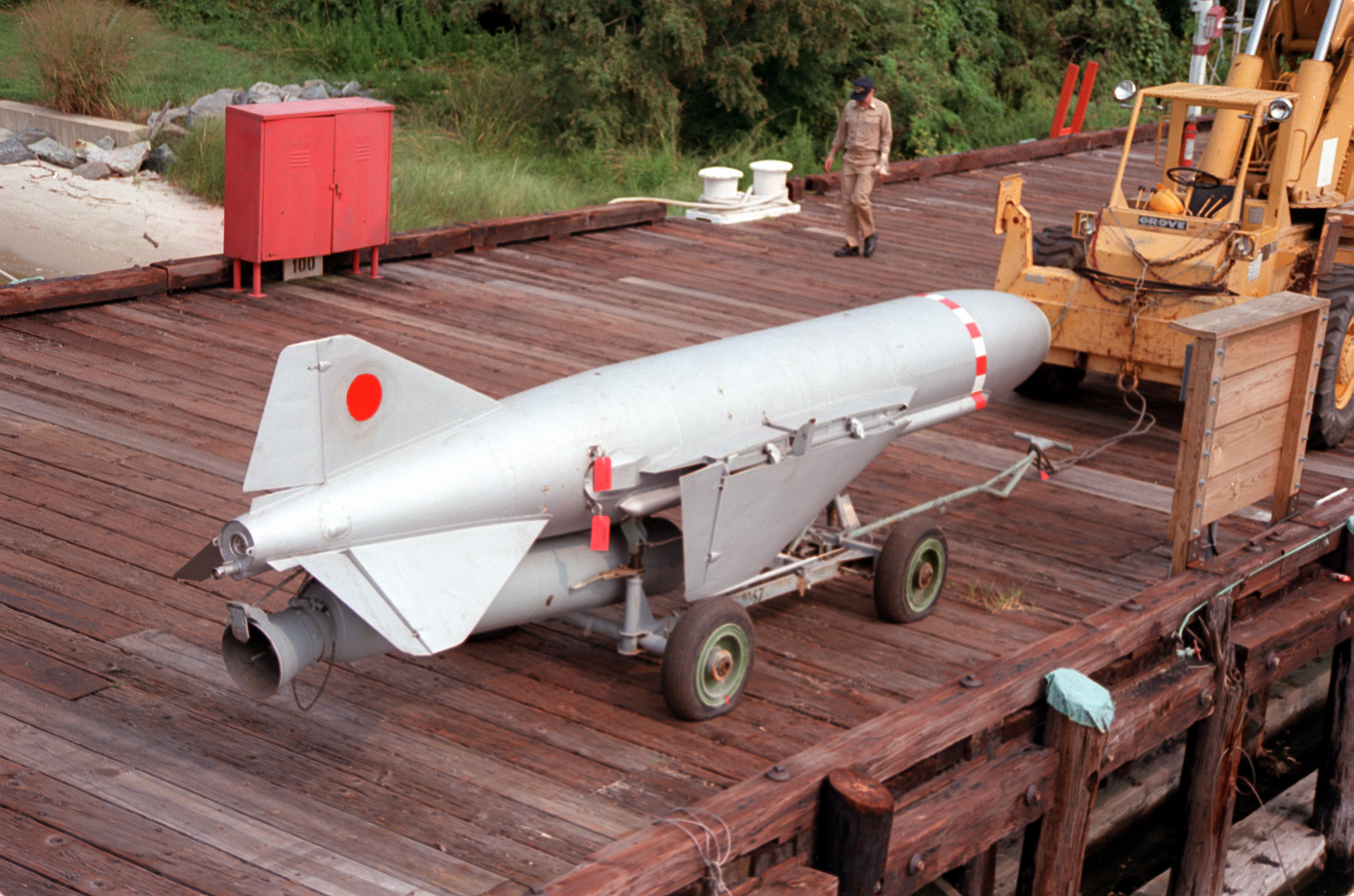
P-15M

첫 번째 기본형은 P-15로 고정익을 가지고 있었다. 개량형에서도 계속 유지되는 이 기본형의 특징으로는 원통형의 동체, 둥근 노즈부, 동체 중간에 위치한 두 개의 삼각익과 동체후면부에 위치한 세 개의 조종판을 가진 날개 형상이다. 또한 동체 하부에는 고체연료 부스터가 위치해 있다. 이 구조는 1951년 제작된 야크-1000에 기반하고 있다.
노즈부에 원뿔형의 탐색 레이다를 수납하고 있다. 미사일의 무게는 2,340kg이고, 최고속도는 마하 0.9이며, 사거리는 25km이다. 탄두는 513kg의 고폭탄두로, 일반적인 일반적인 대함 미사일의 탄두보다 훨씬 크다. 탄두부는 연료탱크 뒤에 위치해 있어, 심지어 최대 사거리에서도 충돌시 잔여 연료와 함께 폭발하여 소이탄 효과를 노렸다.

### 추진
P-15는 터보제트 엔진보다 미더운 산성 액화 연료를 적재한 로켓 엔진을 사용하였다. 동체 아래쪽에 있는 고체연료 로켓 부스터의 도움을 받아 발사와 가속을 이어가며 이후 주 엔진이 궤도에 오르면 이탈한다.
로켓 엔진의 액체 연료에 따른 몇 가지 단점은 끝내 극복하지 못했다.: 산성 연료는 미사일의 동체를 계속해서 부식시켰다. -15/+38C° 이외의 온도 범위에서는 발사가 불가능하다.

### 유도
MR-331 랑오웃 수상탐색 레이다가 목표를 탐지하면 그와 연동된 사격통제체계에서 목표를 입력해 미사일을 발사한다. MR-331 랑오웃의 구축함 크기의 목표에 대한 탐지거리는 50km이다. 미사일은 기압고도계를 이용하여 비행고도를 유지하며 AM-15 자이로 자동비행장치로 사전 설정된 목표지점까지 비행한다. 고도계의 문제로 인해 배행고도는 해수면에서 150-200m 사이이다. 목표 근처에 접근하면, 종말단계에 진입하여 I-밴드 능동 레이다가 작동하며, 이때부터 목표에 대해 1-2°정도로 하강하기 시작한다.
이후 취약한 전파방해에 대응하기 위해 적외선 유도형이 개발되었고, 항전장비의 개선으로 순항고도를 크게 낮추었으며, 전자전 대응 능력 또한 갖추게 되었다. 레이다 또한 신형 가르푼 레이다로 교체되어 작전 능력 또한 향상되었다.

## 실전 기록
1967년의 6일 전쟁에 이은 이스라엘과 이집트간의 분쟁에서, 10월 27일 이스라엘 구축함 에일라트가 저속으로 포트사이드 밖을 항해하던중, 17해리 밖에서 2척의 이집트 183R형 미사일정에게 공격 받았다. 이들은 항구내에서 미사일을 발사하였다(해안 미사일포대처럼 행동하였다.). 접근하는 미사일에 대해 대공포화를 퍼부었음에도 불구하고 미사일은 에일라트에 명중했다. 첫 두 발은 에일라트를 거의 두 동강 내었으며, 곧 다음 탄에 맞았다. 마지막 미사일은 바다에 부유하던 잔해에 폭발했다. 에일라트는 첫 타격 이후 2시간 만에 침몰했고, 47명의 승조원이 사망했다.
1971년 인도-파키스탄 전쟁에서, P-15 미사일은 트라이던트 작전 기간 동안 인도 해군이 사용하였다. 4발이 발사되었고, 2발은 파키스탄 해군의 소해함 PNS 무하피즈에, 또 다른 두 발은 파키스탄 구축함 키베르에 명중하여 모두 침몰하였다. 전쟁 기간 동안 13발이 발사되었는데 12발이 명중하였고, 몇 척의 배가 가라앉았으며, 카라치의 석유저장시설에도 피해를 입혔다.

## 세계 추세
1960년 스틱스 미사일이 등장하고, 1967년 스틱스 쇼크가 있은 직후, 미국은 1977년 하푼 미사일을 실전배치한다. 이후, 전 세계는 하푼 미사일을 사용하게 되었다. 1979년 프랑스형 하푼인 엑조세, 1985년 영국형 하푼인 시 이글, 그리고 스틱스의 다음 버전으로 하푼스키가 실전배치되었다.

## 개량형
P-15 계열은 다음과 같다:
- P-15(SS-N-2A): I-밴드 원뿔형 탐색기가 장착된 25km 사거리의 기본형. 수출명은 P-20.
- P-15U(SS-N-2B): 접을 수 있는 날개가 도입됐고 ECM에 대한 저항력이 강화된 신형유도장치가 탑재됐다. 수출명은 P-21.
- P-15T: P-15U의 적외선 유도형. 스네기르 적외선유도장치가 탑재됐다. 수출명은 P-22.
- P-15M(SS-N-2C): P-15보다 무겁고 길어졌다. 사거리가 80km로 증가했고 관성항법장치와 전파고도계를 도입하여 순항고도를 25m로 크게 낮췄다. 사거리가 길어짐에 따라 핵탄두의 운용도 가능하게 되었다. 수출명은 P-26.
- P-15TM: P-15M의 적외선 유도형. 스네기르-M 적외선유도장치가 탑재됐다. 수출명은 P-27.
- P-15MC: P-15M과 같지만, 불가리아와의 공동 작업으로의 불가리아해군을 위한 ECM장비가 설치됨.
- P-15R(SS-N-2D): 3Ts25 가르푼 레이다와 연동된 코렐 사격통제체계를 사용하는 신형으로, 도플러 레이다 고도계를 탑재하여 비행이 더 안정되었으며 연료를 개량해 사거리가 100km로 늘었다. 수출명은 P-20M.
- P-20L/P-70:터보제트 엔진의 P-50 미사일 (SS-N-9 사이렌)의 개발 공백을 메우기 위해, P-15M과 함께 개발되었다. P-50을 위해 개발된 L-밴드 레이다와 신형 고도계가 장착되었다. (P-50은 전자장비 보단 엔진 문제로 개발이 늦어졌다). 신형 전자장비 장착에 따른 P-15M의 기골변경의 필요가 없었기에 작업은 쉬웠다. 미사일의 체적으로 인해(P-50보다 소형), 데이터 링크를 사용하지는 못했다. 소형의 발사관과 잠수함에서 발사하기 위해 접을 수 있는 날개가 도입되었고, 후에 P-70으로 재명명되었다. 이 미사일은 SS-N-7 스타브라이트로 나토에 로 알려졌다. 오직 프로젝트 670형 잠수함에만 배치되었다.

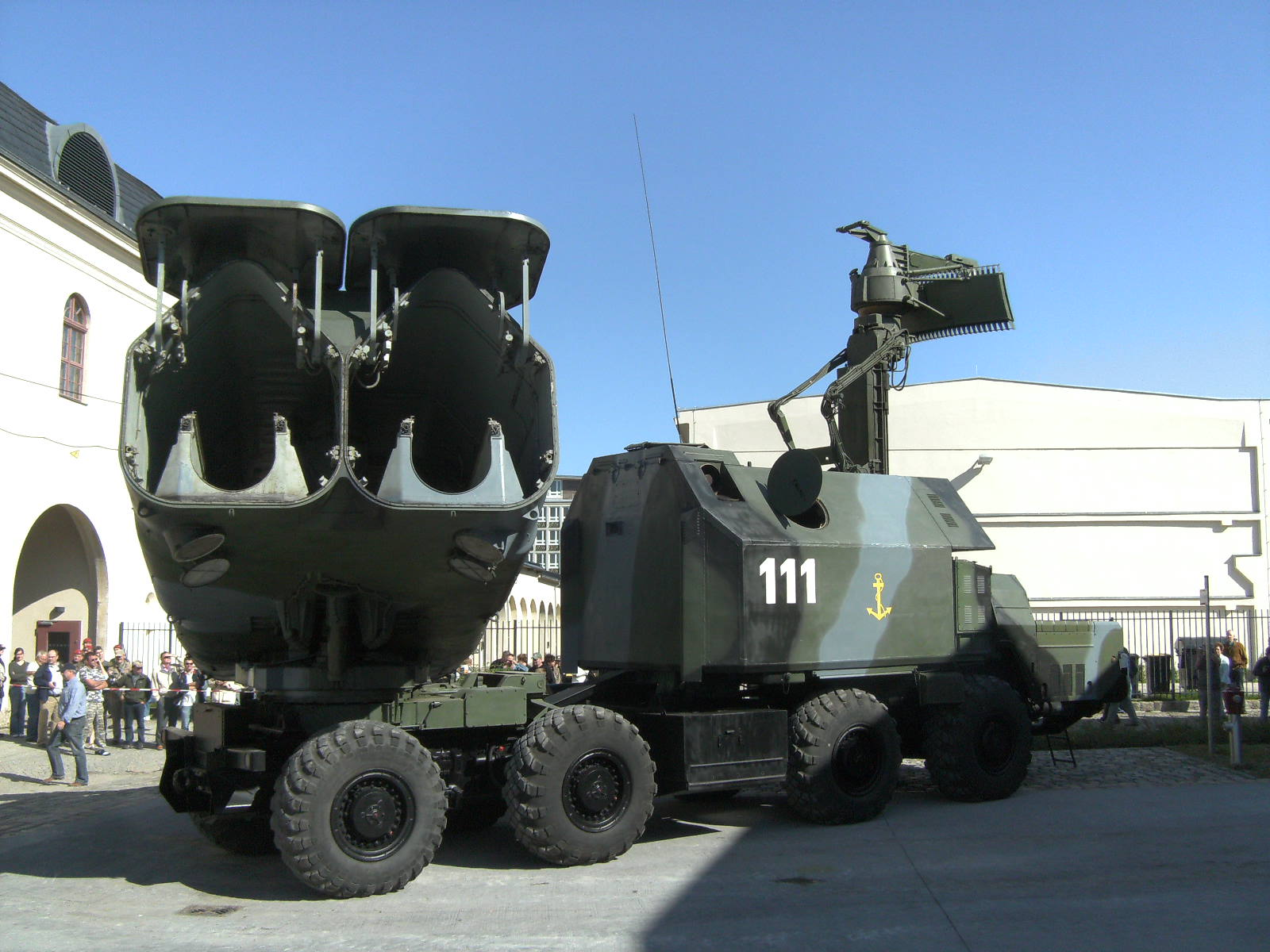
드레스덴에서 촬영된 루베즈-E체계의 발사차량

- P-15/20 루베즈(SS-C-3): MAZ-543M 트럭에 3Ts25 가르푼 레이다와 KT-161발사기를 운용하는 해안포대 발사형.

중국은 P-15를 자신들의 실크웜 시리즈의 토대로 사용하였다. 실크웜계열의 동체직경은 75–80cm가량이고 무게는 2톤이 넘는다. 탄두는 250kg로 줄었고 로켓엔진은 터보제트 엔진으로 대체되었다. 사거리는 100km 이상으로 크게 늘었다. 중국의 실크웜 미사일은 수백척의 함선과 해안포대에 장비되었다. 중국 해군은 200척이 넘는 개량된 183R급(나토: 코마르급), 헤구급, 205급(나토: 오사급)고속정을 건조했다. 프리깃과 구축함도 이 미사일을 장비하였다. 북한, 이라크, 이란에 수출되어 해안포대에 사용되기도 하였다.
중국의 개량형:
- SY-1(C.201)(上游): 기본형인 함대함 P-15의 복제형으로 프로젝트 544로 불린다. 1960년부터 난창항공기공장에서 설계 생산되었으며, 1964년 12월 비행시험이 이뤄졌고, 해상시험은 1965년 8월에 이루어졌다. 1967년 8월 승인이 이루어져, 1968년 동안 고속정과 구축함, 나중에는 해안포대에 배치되었다. 길이는 6.55m, 직경 0.76m, 익폭 2.4m이다. 무게는 2,095kg이고 탄두는 513kg의 HEAT 탄두이다. 사거리는 40km 순항속도는 마하 0.8이며 순항고도는 100–300m, 관성 및 능동레이다유도 방식이다. 내장된 컴퓨터가 느리기 때문에 원뿔형의 탐색기는 ECM에 취약했다. SY-1A는 1984년 배치되었고, 모노펄스 탐색 레이다로 개량되었다.

- SY-2: 1976년에 개발된 개량형. 고체로켓모터를 채용했고, 초음속 비행이 가능해졌으며, SY-1보다 소형이고 가벼워졌고, 사거리를 50km까지 늘렸다. 수출형은 FL-2.

- HY-2(C.201)(海鹰):P-15M에 상당한 형식으로, 나토에선 C-SS-3 새케이드로 알려져 있다. 해안포대를 위해 설계된 것으로 대형의 기골이 적용되어, 7.48m x 0.76m x 2.4m의 크기와 2,998kg의 무게를 가진다. 사거리는 50km로 늘었다. 1967년에서 1970년 사이 시험이 실시되어 11발의 미사일중 10발이 표적에 명중하였다. 중국에 배치되었고 수출 역시 이루어졌다. 여기엔 몇 가지 형식이 있다:
  - HY-2: 기본형, 관성항법 및 원뿔형 탐색기 (SY-1의 개량), 1970.
  - HY-2A: 적외선 유도형식. 1970년에서 1980년 사이에 개발, 1982년 승인을 받았지만 배치되지는 않았다. 소련의 P-22에 상당하는 형식.
  - HY-2A-II: 적외선 유도 센서가 개량된 HY-2A, 1988에 배치되었다. 수출 또한 이루어졌다.
  - HY-2B: 정확성과 신뢰성을 향상시키기 위해 모노펄스 탐색 레이다가 장비된 형식으로 1984년 후반에 이루어진 시험발사에서 6발 중 5발이 명중하였다. 1989년에 배치된 YB-2B-II은 또다른 탐색 시스템을 갖추고 있다. 이 주 미사일은 20–50m의 고도로 비행하며, 총체적인 능력(사거리, 고도, 신뢰성, ECCM) 또한 상당히 향상되었다.
  - C-201W: 액체로켓부스터 대신 터보제트 엔진을 채용한 형식. 수출형만이 존재하며 사거리가 150km로 늘었다. YH-4이나 C-SS-N-7 새드팩으로도 알려져 있다, 크기는 YH-1 및 YH-2와 비슷하나 무게는 2,000kg밖에 되지 않는다. 70 m의 고도로 비행하며 8m에서 공격하며, 300–500kg 탄두를 가지고 있다. The XW-41 지상 공격형 미사일은 이 미사일을 토대로 한 것으로 추정되는데 400km의 사거리(대만을 공격하기에 충분한 사거리이다)를 가진다. 이 형식이 실전 배치되었는지는 알려지지 않았다.

## 운용국
P-15와 그 복제품은 1960년대 광범위하게 배치되었다. 크고 강력한 무기였으나, 무척 저렴하여 수천 발이 생산되었다. 운용국들을 모두 열거하는 것은 쉽지 않다.

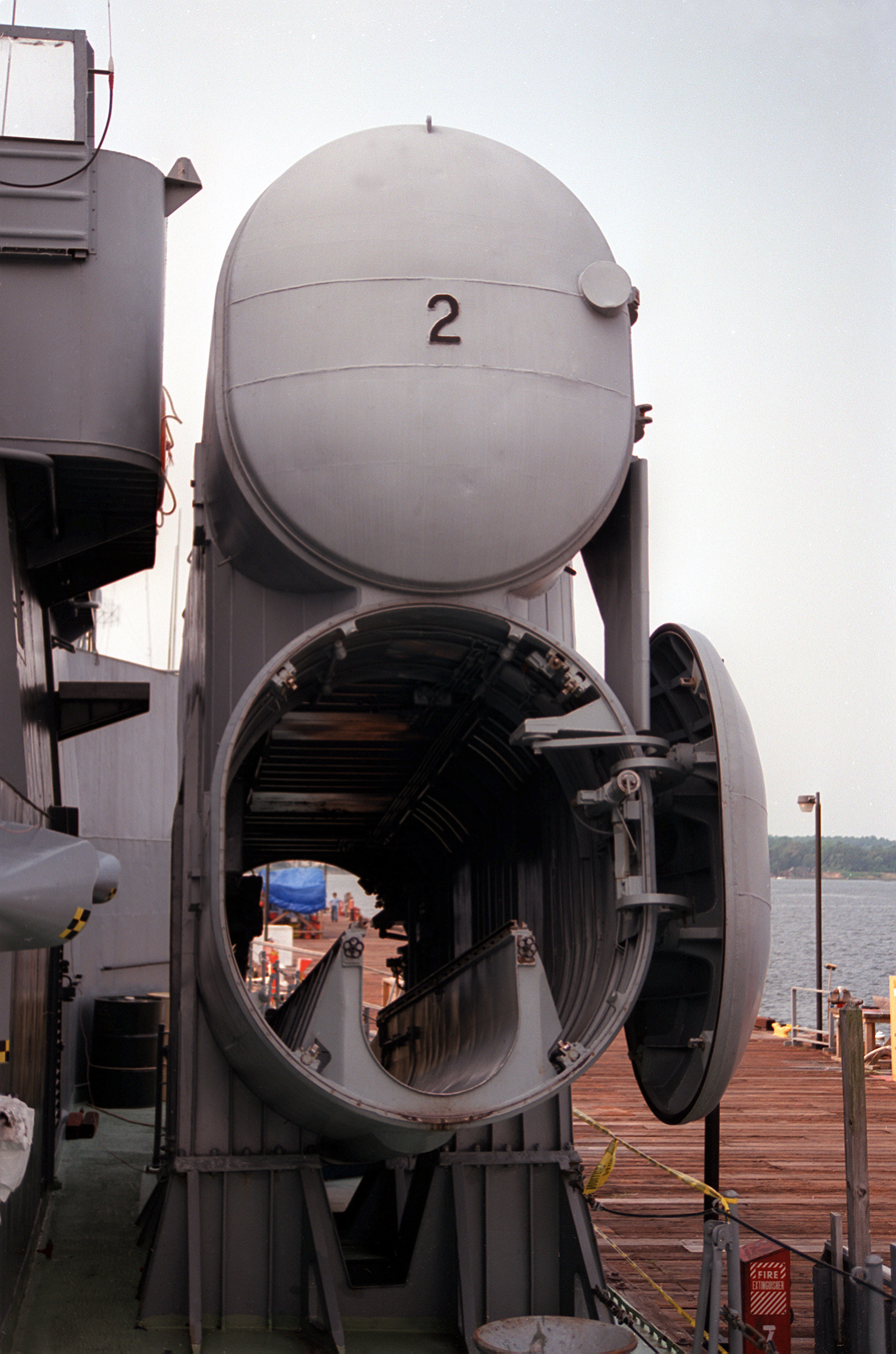
독일 코르벳함 히덴제의 2연장 발사기.

1991년 통일 후의 독일 해군은 200발의 P-15를 미해군에 넘겼다. 이들은 주로 P-15M/P-22형이었다. 넘어간 미사일들은 미사일 방어 시험에 사용되었다.
 알제리
 앙골라
 아제르바이잔
 방글라데시
 불가리아
 쿠바
 이집트
 핀란드
 동독
 인도
 인도네시아
 이란
 리비아
 모로코
 조선민주주의인민공화국
- 서호급 호위함

 중화인민공화국
 폴란드
- 폴란드 해군, 2006년 3월 31일 일선에서 퇴역하였으나, 현재는 표적기로 방공 훈련에서 표적기로 사용된다.

 필리핀
- 필리핀 해군, 러시아/불가리아에서 획득하였다고 한다.

 루마니아
 러시아
 미국
 소말리아
 소련
 스리랑카
 시리아
 베트남
 예멘
 유고슬라비아

## 같이 보기
- 아일라트호 격침 사건
- 하푼 미사일